# Liquitex
Liquitex är ett varumärke och företag inom Colart-koncernen. Det är specialiserat på konstnärsfärger, närmare bestämt akrylfärger och tillbehör kring det.

## Historia
Företaget grundades i Cincinnati 1933 som Permanent Pigments av Henry Levison. Det var 1955 först med att marknadsföra vattenspädbar akrylgesso, vilken fick namnet Liquitex, av "liquid texture" ("flytande textur"), och var 1956 bland de första med vattenspädbara konstnärsakrylfärger, jämte det mexikanska företaget Politec. Permanent Pigments omstrukturerades för specialisering på akrylfärg under varumärket Liquitex.
Liquitex första serie akrylfärger, kallad "Soft body", har en något flytande konsistens och såldes först bara i burkar. 1963 lanserades en serie fastare tubfärger, kallad "Heavy body", med konsistens som konstnärsoljefärger, vilket gjorde att flera konstnärer gick över till att använda den vattenspädbara akrylfärgen. Därefter har fler varianter av akrylfärg och medier tillkommit, liksom penslar och andra tillbehör.
Permanent Pigments (Liquitex) köptes 1964 av Binney & Smith (Crayola).
Sedan 2000 ägs Liquitex av Colart-koncernen. Liquitex produkter tillverkas av Colart, som samlat sina produktionsanläggningar i England, Frankrike och Kina.